# Schnalle

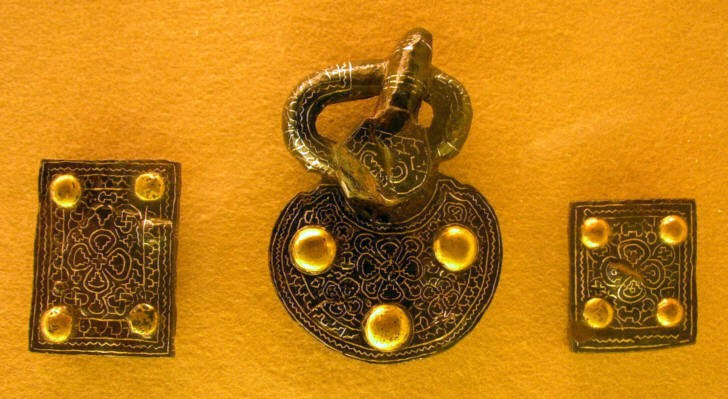
Tauschierte frühmittelalterliche Schnalle mit Beschlägen

Eine Schnalle bezeichnet einen Bügel mit einem beweglichen Dorn oder mehreren Dornen, der an einem Riemen befestigt ist. Durch den Bügel wird ein anderer Riemen oder das andere Ende desselben Riemens gezogen und der Dorn durch das Ende gestochen (Dornschnalle bzw. Dornschließe). Durch Zug wird der Dorn niedergehalten, so dass die beiden Riemenenden fest miteinander verbunden sind. Bügel und Dorn bestehen fast immer aus Metall. Zur Kleidung benutzte Schnallen sind oft auch Schmuckobjekte.

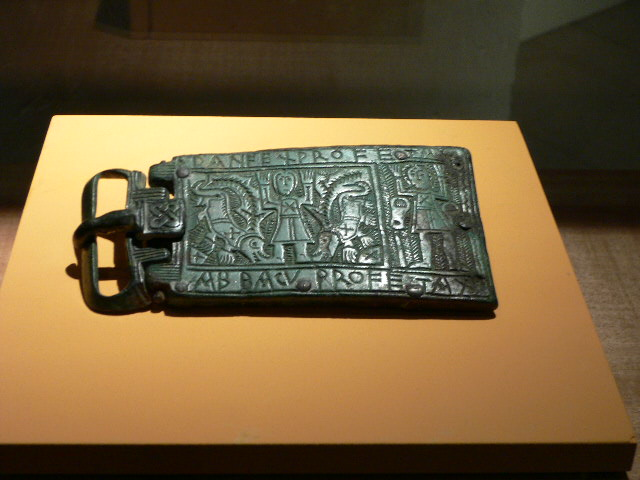
Merowingische Gürtelschnalle (Reliquiarschnalle)

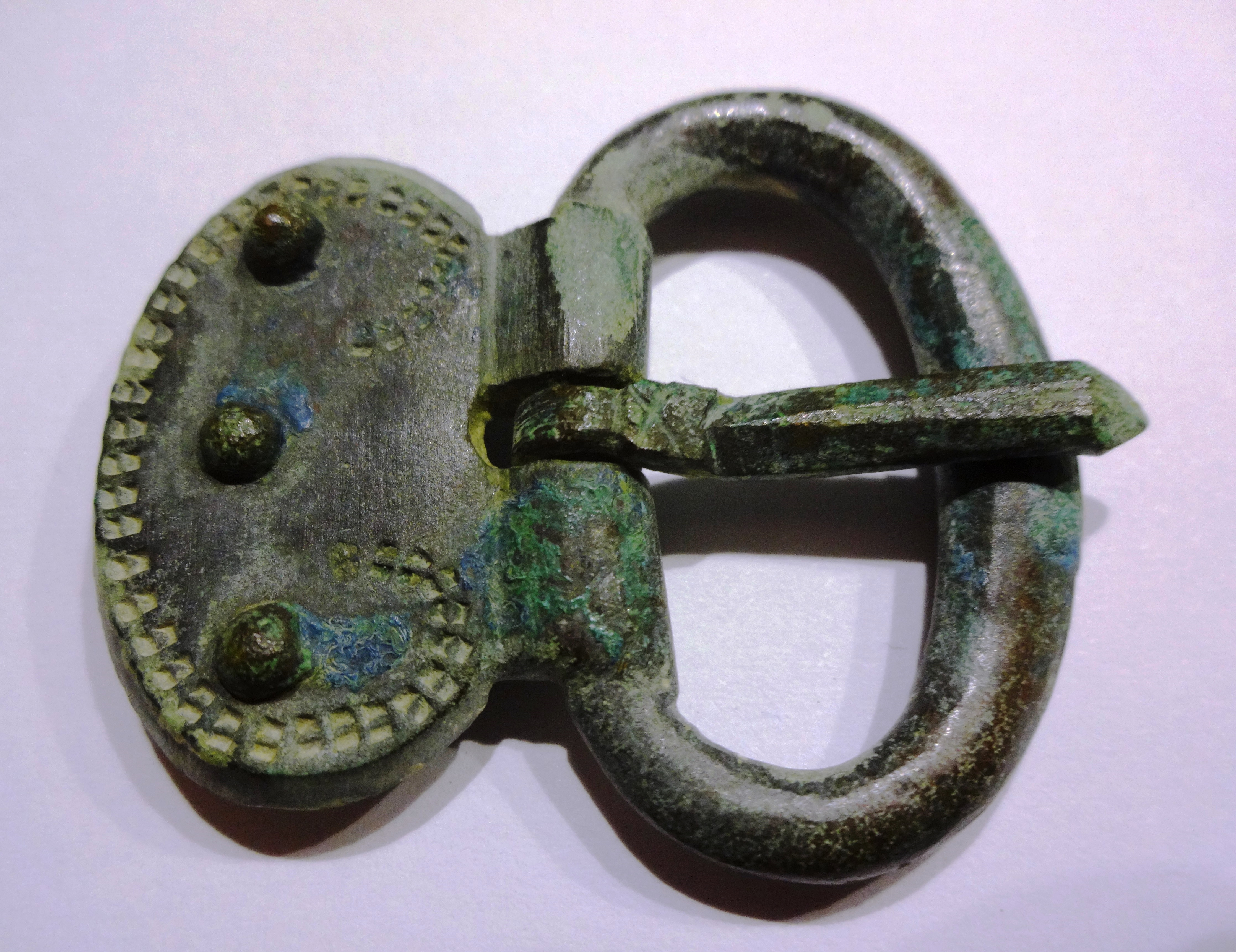
Gürtelschnalle aus Bronze, Völkerwanderungszeit

## Geschichte
In Europa sind Schnallen für die römische Kaiserzeit erstmals belegt. Im Frühmittelalter findet man sie an Gürteln und Beinriemen von Männern und Frauen. Einige haben Bügel aus Schmucksteinen, andere Befestigungen (Riemenzungen) mit kunstvoller Tauschierung oder Goldblechauflagen. Im 17. und 18. Jahrhundert wurden Schnallen auch zum Verschließen von Schuhen, Strumpfbändern, Kniebändern und Halsbinden benutzt und dekorativ ausgestaltet. So wurde dem aus Eisen gefertigten funktionalen Teil eine rein dekorative Blende aus Zinn, Silber, Gold oder gefasstem Strass aufgesetzt. Heute werden Schnallen zur Kleidung fast nur noch für Gürtel und Sandalen verwendet. Daneben dienen sie hauptsächlich zum Schließen von Taschen und Rucksäcken, Sattel- und anderen Gurten sowie Uhrarmbändern.

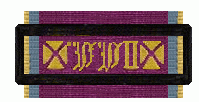
Schnalle der Landwehr in Mecklenburg-Schwerin

## Schnallen als Auszeichnungen
Bandschnallenabzeichen sind bei vielen Streitkräften, bei einigen Polizeien, bei einigen Feuerwehren und im Technischen Hilfswerk üblich.
Im Deutschen Kaiserreich wurden Schnallen von den Bundesfürsten als Auszeichnungen gestiftet. Meistens ging es um Dienstauszeichnungen im Heer, Landwehr oder Feuerwehr.

## Alternativen
- Knebelverschluss, oft bei Jacken verwendet.
- Druckknopf (seit 1885)
- Reißverschluss (seit 1893)
- Klettverschluss (seit 1951)

## Abwandlungen

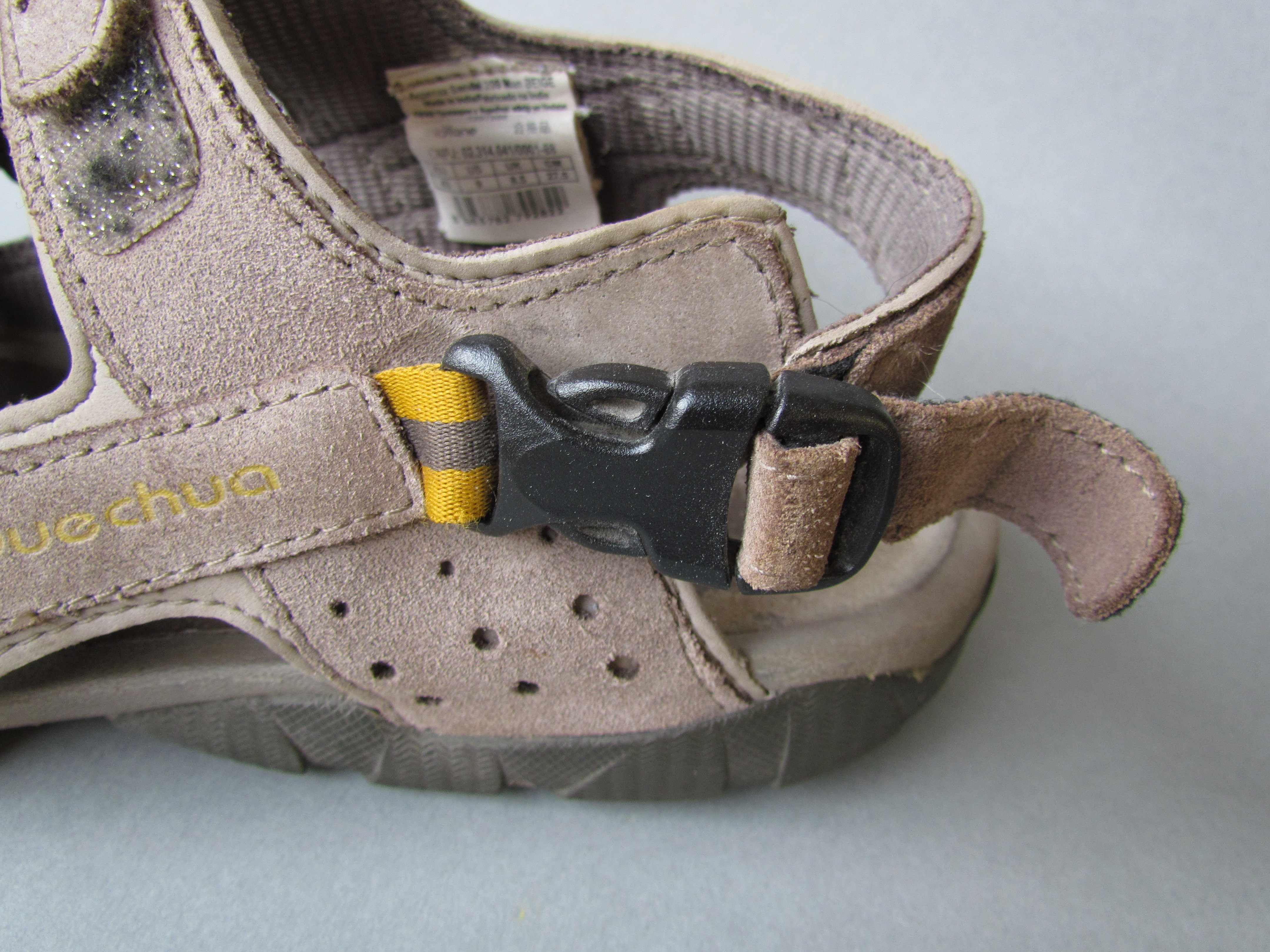
Klick- oder Steckschnalle an einer Sandale mit seitlichen Riegeln

- Rollschnalle – Schließe mit einem Röhrchen (als Rolle)
- Abschließbare Rollschnalle (Englisch: lockable roller buckle) – wie eine Rollschnalle, jedoch hat der Dorn an seiner Spitze eine Öse. Die Löcher im Gürtel sind Langlöcher anstatt kreisrunde Löcher. Durch die Öse wird der Bügel eines kleinen Bügelschlosses gesteckt.
- Statt beweglicher Dorne sind kurze Zapfen am Schnallenbügel starr angebracht
- Doppelsteg-Schnalle, Dreisteg-Schnalle, Leiter-Schnalle, Schiebeschnalle – zwecks Längeneinstellung bei Gurten und Riemen
- Klemmschnallen – an Spannriemen
- Klickschnalle bzw. Steckschnalle („Blitzverschluss“); Nylon-Schnellverschluss an Rucksack, Tasche, Sicherheitsgurt etc. (Typ Fastex Buckle (Synonym in den USA)). Je nach Ausführung kann man die Verriegelung mit einem Fingerdruck lösen (Englisch: front release buckle) oder zwei seitliche Riegel zusammendrücken (Englisch: side release buckle).
- Abschließbare Steckschnallen werden überwiegend als Gurtschloss bezeichnet. Sie werden vor allem bei Koffergurten für Reisegepäck eingesetzt. Abschließbare Steckschnallen sind aus Plastik oder Metall. Die Schließmechanismen reichen von der einfachen Verriegelung mit Plastikschlüsseln bis hin zu präzisen Zahlenschlössern. Für Reisen in die USA gibt es sie auch TSA approved, damit sie von der Travel Security Agency (Abteilung der Homeland Security) mit einem Zentralschlüssel zerstörungsfrei geöffnet und wieder verschlossen werden können.
- Dualsteckschnalle – Klick-Schnalle mit zweiseitiger Gurtbefestigung (3- oder 5-Punktgurt im Kinderwagen)
- Hebelklemmschnalle – zur variablen Längeneinstellung (festklemmend) aus Kunststoff oder Stahlblech
- Rollklemmschnalle – der Gurt läuft durch einen Tunnel meist aus Blech, eine gerändelte Rolle wird an den Achsenden mit 2 Fingern in zwei seitlichen (gering schräg zur Gurttunnelwand verlaufenden) Führungsschlitzen verschoben und verklemmt über Reibung am Gurt und Schlitzen den Gurt, lösbar bei Zugentlastung des Gurts durch Fingerschub
- Formschlussschnalle – verhakt sich durch Formschluss bei beständigem Zug, zum Durchstecken und Einrenken oder Verhaken und eventuell Einklipsen, entweder aus Blech oder Metallguss (Pfadfindergürtel) oder Kunststoff oder nur als (identes) Paar eines gekröpften Ovals mit DO-Kontur aus flachovalem Draht (an Bikini-Oberteil und Büstenhalter)  DO

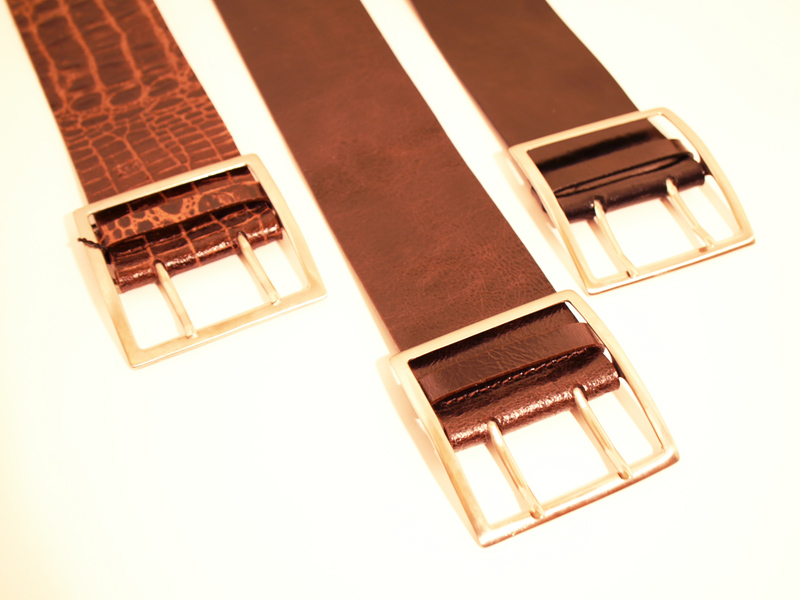
Doppelstegschnalle
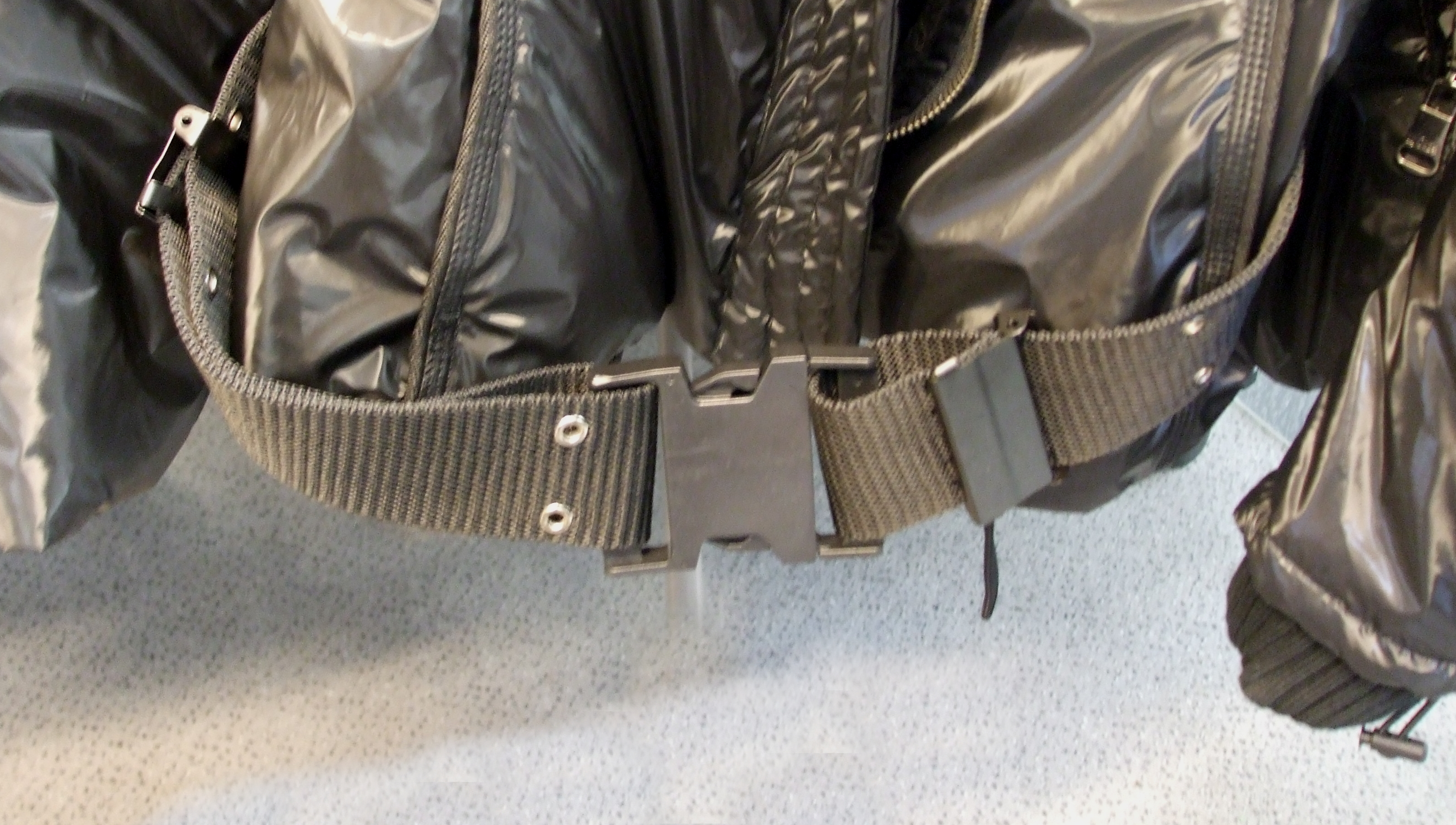
Klickschnalle
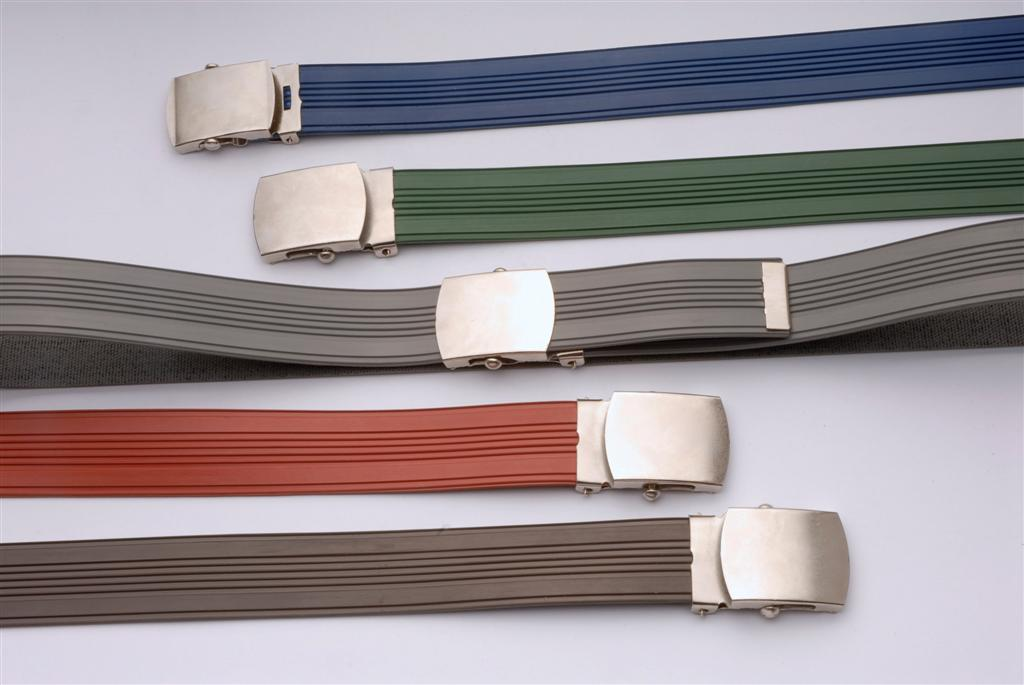
Klemmschnalle
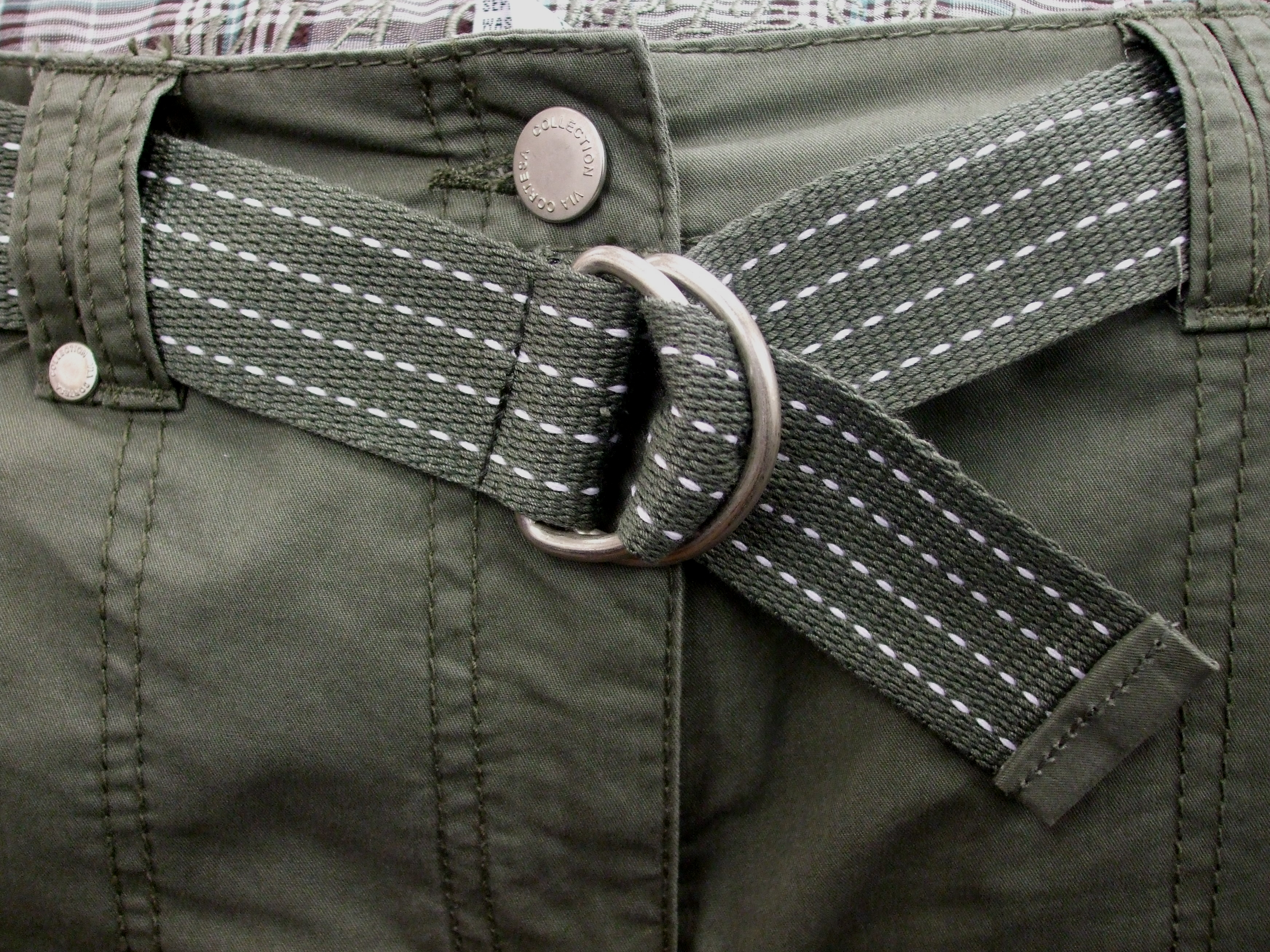
DD-Ring-Klemmschließe
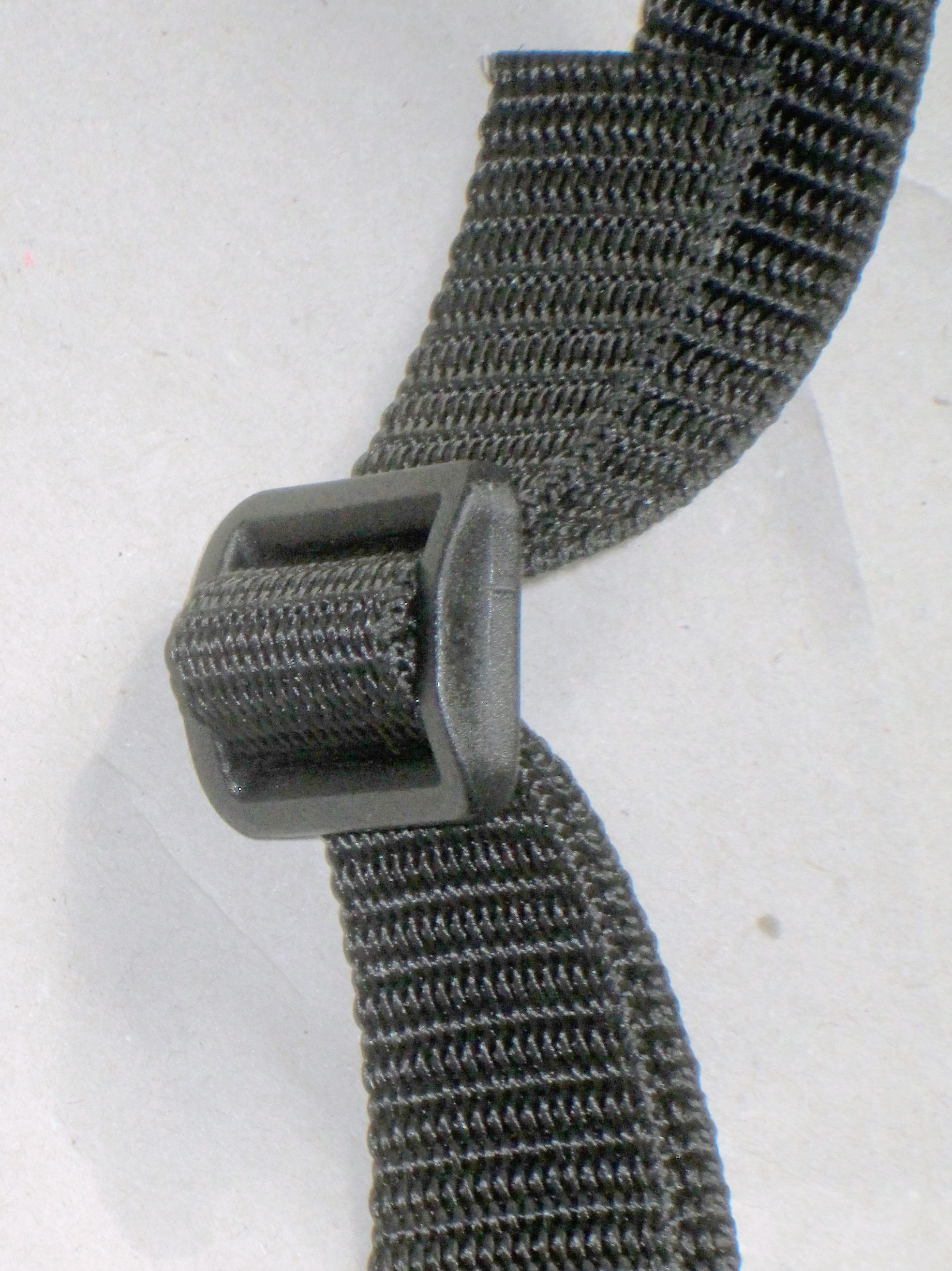
Dreisteg-Schnalle bzw. Gurtschieber
Uniformgürtel aus Büffelleder mit Messing-Koppelschloß - DIEU ET MON DROIT (Gott und mein Recht) - Motto der Britischen Monarchie